# Mark I ELSS

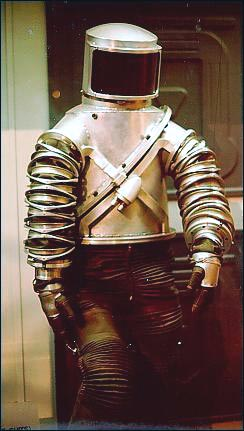
Mark I ELSS.

El Mark I ELSS (Extravehicular and Lunar Surface Suit, traje extravehicular y para la superficie lunar) fue un traje espacial desarrollado y probado por la USAF a finales de los años 1950, y cuyos sucesivas mejoras llevarían a los trajes de la serie RX que utilizó la NASA para la exploración lunar durante el programa Apolo.
El diseño del traje fue encargado a Industrias Litton y se basó en el concepto de volumen constante. El Mark I fue probado durante más de 600 horas acumuladas entre 1958 y 1959 a alturas simuladas que sobrepasaban los 160 km. El traje permitía gran libertad de movimiento y fue probado por el piloto de pruebas capitán Iven C. Kincheloe Jr. el 9 de junio de 1958 con éxito.